# Vadim Devyatovskiy
Vadim Devyatovskiy (em bielorrusso:  Вадзім Дзевятоўскі) é um arremessador de martelo da Bielorrússia, que já foi suspenso duas vezes por doping.
Em 2000, Devyatovskiy foi suspenso por dois anos. Seis anos depois de voltar a competir foi suspenso novamente, junto com seu compatriota Ivan Tsikhan, por doping nos Jogos Olímpicos de Pequim. Além de estar afastado por mais dois anos, ele foi excluído dos Jogos Olímpicos de Verão de 2012 e pode ser definitivamente banido do esporte. Entretanto após apelar da decisão do COI no Tribunal Arbitral do Esporte, a sua medalha e a de Tsikhan nas Olimpíadas de 2008 foram restauradas.
Devyatovskiy também possui medalhas em outras competições, como Universíadas e Mundiais.